# Rozdorijne, Zolociv
Rozdorijne (în ucraineană Роздоріжне) este un sat în comuna Jukiv din raionul Zolociv, regiunea Liov, Ucraina.

## Demografie
Componența lingvistică a localității Rozdorijne
     Ucraineană (100%)
Conform recensământului din 2001, toată populația localității Rozdorijne era vorbitoare de ucraineană (100%).